# Jimmy Page
James Patrick Page (Heston (Londen), 9 januari 1944) is een Engelse gitarist en muziekproducent die internationaal succes bereikte als gitarist en oprichter van de Engelse rockband Led Zeppelin. Page wordt beschouwd als een van de invloedrijkste gitaristen ooit. Hij werd tweemaal opgenomen in de Rock and Roll Hall of Fame; in 1992 als lid van The Yardbirds en in 1995 als lid van Led Zeppelin.

## Jeugdjaren
Page werd geboren in de Londense buitenwijk Heston. Zijn vader, James Patrick Page, was personeelsmanager en zijn moeder, Patricia Elizabeth Gaffikin, was medisch secretaresse. Zij was van Ierse afkomst. In 1952 verhuisde het gezin naar de wijk Feltham en later naar Epsom in Surrey, waar Page op twaalfjarige leeftijd voor het eerst kennismaakte met de gitaar. Het instrument was waarschijnlijk achtergelaten door de vorige bewoners. Om het instrument te kunnen bespelen nam hij een aantal gitaarlessen in het nabij gelegen Kingston. Het meeste heeft hij echter geleerd door zelfstudie.
Page werd al vroeg beïnvloed door de Amerikaanse rockabillygitaristen Scotty Moore en James Burton, die beiden meegespeeld hadden op Elvis Presley-platen. Presleys opname van het nummer Baby Let's Play House (Arthur Gunter, 1954) is volgens Page de inspiratie geweest om gitaar te gaan spelen. In 1957 trad hij op bij BBC One met een Höfner President-gitaar. Hij verklaarde tijdens een interview, dat hij in 1977 met Dave Schulps van het Amerikaanse tijdschrift "Trouser Press" had, dat zijn eerste gitaar een tweedehands Höfner Futurama Grazioso was, die hij later verving door een Fender Telecaster.
Zijn muzikale voorkeuren in zijn jeugd gingen niet alleen uit naar akoestische folkmuziek en skiffle, maar ook naar bluesmuzikanten als Elmore James, B.B. King, Otis Rush, Buddy Guy, Freddie King en Hubert Sumlin.
Page: "Eigenlijk is het zo begonnen; een mix tussen rock en blues."
Op dertienjarige leeftijd nam Page, met een skiffle-kwartet, deel aan de BBC One-talentenjachtshow All Your Own van presentator Huw Wheldon. Ze speelden de nummers Mama Don't Want to Skiffle Anymore en In Them Ol' Cottonfields Back Home (Lead Belly, 1940). Op de vraag van Wheldon wat hij later wilde worden, antwoordde Page: "Ik wil verder in de medische biologie om een medicijn tegen kanker te vinden, als het tegen die tijd tenminste nog niet is ontdekt."
Tijdens een interview met het tijdschrift Guitar Player in 1977 verklaarde Page: "Ik deed veel straatoptredens in het begin om er goed grip op te krijgen en ik heb er heel veel van geleerd." Elke dag nam hij zijn gitaar mee naar school die dan in beslag werd genomen en na schooltijd weer aan hem werd teruggegeven. Hoewel hij al een sollicitatiegesprek had gehad voor een baan als laboratoriumassistent, koos Page er toch voor om de Danetree Secondary School in Ewell te verlaten en voor de muziek te kiezen.
Het was moeilijk voor Page om muzikanten te vinden waarmee hij regelmatig kon spelen: "Er was geen overvloed aan muzikanten. Ik speelde in veel groepen... eigenlijk bij iedereen die een optreden kon regelen." In de jaren 1960–1961 leerde hij de kunst van het voordragen van de Engelse Beatdichter Royston Ellis in het Mermaid Theater in Londen. De Engelse zanger Neil Christian vroeg Page om bij zijn band The Crusaders te komen spelen, nadat hij hem op 15-jarige leeftijd had zien optreden. Page toerde zo'n twee jaar rond met Christian, later nam hij ook deel aan verschillende opnamen, waaronder Christians single The Road to Love uit 1962.
Tijdens zijn periode bij Christian kreeg Page te maken met de ziekte van Pfeiffer en moest hij noodgedwongen stoppen met toeren. Hij besloot om voorlopig te stoppen met muziek maken en zich te concentreren op zijn andere passie, schilderen. Hij meldde zich daarom aan bij de kunstacademie in Sutton.

## Loopbaan

### Sessiemuzikant
Tijdens zijn studietijd trad Page vaak op in de Marquee Club in de Londense uitgaanswijk West End. Hij had er optredens met bands als Cyril Davies' The All Stars, Alexis Korner's Blues Incorporated en met gitaristen Jeff Beck en Eric Clapton, met wie hij toen bevriend was. Op een avond werd hij door John Gibb, van de band Brian Howard & the Silhouettes, gevraagd om mee te werken aan opnamen voor het Britse platenlabel Columbia Graphophone Company. Een van de eerste opnamen waar Page aan meewerkte was het nummer The Worryin' Kind van Brian Howard & the Silhouettes. Mike Leander, destijds producer bij de Engelse platenmaatschappij Decca Records, bood Page voor het eerst werk aan als sessiemuzikant. Zijn eerste bijdrage was voor de opname van het instrumentale nummer Diamonds van Jet Harris en Tony Meehan.
Nadat hij bij bands als Carter-Lewis & the Southerners (1963), Mike Hurst & the Method (1963) en Mickey Finn & the Blue Men had gespeeld, legde Page zich volledig toe op het sessiewerk. Als sessiegitarist was hij bekend onder de naam Lil' Jim Pea om verwarring te voorkomen met een andere bekende sessiegitarist, Big Jim Sullivan. Page werd meestal gevraagd als tijdens opnamen een tweede gitarist nodig was.
Page was de favoriete sessiegitarist van de Amerikaanse producer Sheldon (Shel) Talmy die zich in 1962 in Engeland had gevestigd. Talmy bezorgde Page daarom sessiewerk voor de Engelse bands The Who en The Kinks. Op het debuutalbum van The Kinks (The Kinks, 1964) bespeelde hij een 12-snarige akoestische gitaar op de nummers I'm a Lover, Not a Fighter" en I've Been Driving on Bald Mountain. Ook tijdens de opnamesessies voor de eerste single van The Who (I Can't Explain, 1965) speelde hij gitaar, maar gitarist Pete Townshend stond Page niet toe om tijdens de laatste opname, die uiteindelijk op single uitgebracht zou worden, mee te spelen. Wel is hij te horen op de B-kant, Bald Headed Woman. Verder werkte hij in 1964 mee aan de opnamen van onder andere As Tears Go By van Marianne Faithfull, Tobacco Road van The Nashville Teens, Heart of Stone van The Rolling Stones, Baby please don't go, Mystic Eyes en Here Comes the Night van Van Morrison & Them, The Crying Game en My Baby Left Me van Dave Berry, Is It True van Brenda Lee en Downtown van Petula Clark.
Tijdens een interview in 2010 vertelde Page dat hij in 1964 als sessiegitarist had meegewerkt aan A Hard Day's Night, het derde studioalbum van de Engelse groep The Beatles. Page is te horen op de instrumentale versie van het nummer This Boy (Ringo's Theme). Het nummer verscheen niet op het album maar werd wel gebruikt in de film.
In 1965 werd Page ingehuurd door toenmalig Rolling Stones-manager Andrew Loog Oldham, als producer en hoofd van de afdeling A&R van zijn pas opgerichte platenlabel Immediate Records. Page kreeg daardoor de mogelijkheid samen te werken met artiesten als John Mayall, Nico, Chris Farlowe, Twice as Much en Eric Clapton. In hetzelfde jaar produceerde hij een van de eerste singles van de Engelse zangeres Dana Gillespie, Thank you Boy. Ook werkte hij dat jaar kort samen met de Amerikaanse zangeres Jackie DeShannon, wat resulteerde in de nummers Dream Boy en Don't Turn Your Back on Me. Op de, in 1966 uitgebrachte single Sunshine Superman van de Schotse zanger Donovan, werkte naast Page ook toekomstig Led Zeppelin-bassist John Paul Jones mee. 
In 1968 verscheen het album The Maureeny Wishful Album, een samenwerking tussen Page, de Engelse folkartiest John Williams en Big Jim Sullivan. Verder werkte Page mee aan twee studioalbums van de Franse zanger Johnny Hallyday, Jeune Homme (1968) en Rivière… ouvre ton lit (1969), het tweede studioalbum van de Engelse zanger Al Stewart, Love chronicles (1969) en speelde hij gitaar op vijf nummers van het debuutalbum With a Little Help from My Friends (1969) van de Engelse zanger Joe Cocker. Vanaf 1970 speelde Page leadgitaar op tien nummers van de Engelse zanger Roy Harper, tezamen goed voor 81 minuten aan muziek.
Op de vraag aan Page op welke nummers hij in de periode als sessiemuzikant heeft meegespeeld en wat zijn specifieke rol daarin was, antwoordt hij altijd dat het lastig is om zich dat precies te herinneren vanwege de hoeveelheid aan sessies die toen plaatsvonden. Tijdens een interview dat Page in 2003 had met het Amerikaanse radiostation NPR, verklaarde hij dat hij zeker drie sessies per dag had.
Hoewel Page heeft samengewerkt met diverse gerenommeerde artiesten zijn veel van deze vroege opnamen alleen beschikbaar als bootlegs waarvan er, door de Engelse Led Zeppelin-fanclub, in de loop der jaren verschillende zijn uitgebracht. Een van de zeldzaamste opnamen is een jamsessie waarbij Page samen met Rolling Stones-gitarist Keith Richards het Robert Johnson-nummer Little Queen of Spades speelt. Op de verzamelalbums Jimmy Page: Session Man Vol. 1 (1989) en Vol. 2 (1991) is een aantal van deze vroege sessieopnamen samengebracht.
Op 15 oktober 1974 nam hij samen met Keith Richards, die de zang op zich nam, bassist Ric Grech (Blind Faith, Traffic) en drummer Bruce Rowland het nummer Scarlet op in de Olympic Studios in Londen.
Page stopte als sessiemuzikant toen de invloed van platenlabel Stax Records leidde tot meer gebruik van blaas-en orkestpartijen binnen de popmuziek ten koste van gitaarmuziek.
Tijdens zijn werk als sessiemuzikant voor David Bowie gaf Page hem de gitaarriff voor The Supermen. Deze riff werd later door Bowie weer gebruikt in het nummer Dead man walking dat op Earthling staat.

### 1966–1968: The Yardbirds
In het najaar van 1964 werd Page benaderd om gitarist Eric Clapton te vervangen in de Engelse rockband The Yardbirds, maar hij wees het voorstel af uit loyaliteit aan zijn vriend. In februari 1965 stapte Clapton zelf op en Page kreeg andermaal het aanbod om hem te vervangen maar hij was niet bereid om zijn lucratieve bestaan als sessiemuzikant op te geven. Ook maakte hij zich zorgen om wat het touren met een rockband voor zijn gezondheid zou betekenen. Daarom stelde hij voor om zijn vriend gitarist Jeff Beck in zijn plaats aan te nemen.
Op 16 mei 1966 namen drummer Keith Moon, bassist John Paul Jones, toetsenist Nicky Hopkins, Beck en Page het nummer (Beck's) Bolero op in de Londense IBC Studios. Het was toen dat Page op het idee kwam om een nieuwe supergroep te formeren samen met Beck, bassist John Entwistle en Keith Moon. Maar door het gebrek aan een goede zanger en contractuele problemen kwam het project niet van de grond. Tijdens die periode stelde Moon voor het eerst de naam Lead Zeppelin voor nadat Entwistle had opgemerkt dat het project zou vallen als een lead balloon (loden ballon).
Een aantal weken later bezocht Page een concert van The Yardbirds in Oxford. Na het optreden zocht hij de band op en kondigde mede-oprichter en bassist Paul Samwell-Smith zijn vertrek aan. Page bood zichzelf aan als vervanger en dit werd door de andere leden van de band geaccepteerd. In eerste instantie speelde hij nog basgitaar maar al snel schakelde hij over naar het spelen van leadgitaar, samen met Beck, nadat slaggitarist Chris Dreja overgestapt was op basgitaar. Ondanks de sterke muzikale bezetting van de band waren er veel onderlinge conflicten, veroorzaakt door het vele touren en gebrek aan commercieel succes, hoewel er in 1966 wel een single uitkwam, Happenings Ten Years Time Ago. Terwijl Page en Beck wel samen bij The Yardbirds speelden, speelde het trio Page, Beck en Clapton nooit gezamenlijk bij de band. Wel speelden ze samen op 20 september 1983 tijdens het ARMS Benefietconcert in de Royal Albert Hall in Londen.
Na het vertrek van Beck, in november 1966, ging de band verder als kwartet. Ze namen in 1967 een album op met Page als leadgitarist, Little Games. Het album kreeg matige recensies en werd geen commercieel succes. Hoewel het studiowerk van de band redelijk commercieel klonk, waren de liveoptredens juist het tegenovergestelde, ruiger en meer experimenteel. De concerten bevatten indertijd muzikale aspecten die Page ten tijde van Led Zeppelin verder zou uitwerken, met name tijdens live-uitvoeringen van het nummer Dazed and confused, in 1967 gecomponeerd door de Amerikaanse singer-songwriter Jake Holmes.
Na het vertrek van zanger Keith Relf en drummer Jim McCarty in juli 1968, moest Page een nieuwe band vormen om aan de verplichtingen te kunnen voldoen voor een reeds geboekte concerttour in Scandinavië. Bassist Chris Dreja ging niet in op Page' voorstel om deel uit te maken van de nieuwe band en stortte zich op een carrière als fotograaf. Op aanraden van zanger Terry Reid nam hij zanger Robert Plant in de arm, die op zijn beurt drummer John Bonham aanraadde. Bassist John Paul Jones bood zichzelf aan bij Page, de twee kenden elkaar van diverse gezamenlijke studiosessies. De nieuwe band vertrok naar Scandinavië als The New Yardbirds maar kort na terugkomst werd de naam veranderd. In eerste instantie in Lead Zeppelin, refererend aan de eerdere uitspraak van Keith Moon. Manager Peter Grant veranderde het ten slotte in Led Zeppelin om te voorkomen dat de naam verkeerd uitgesproken zou worden (Leed Zeppelin).

### 1968–1980: Led Zeppelin

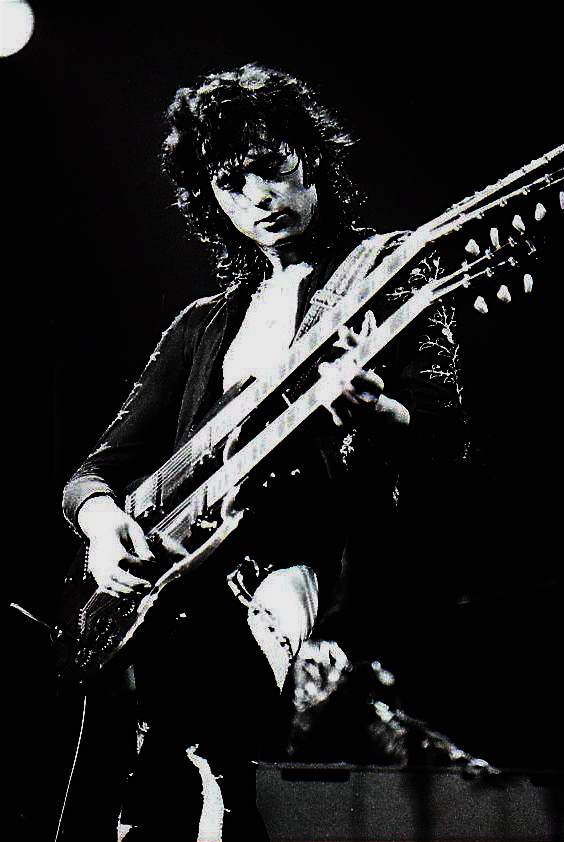
Page in Madison Square Garden, New York in 1973

Led Zeppelin is een van de best verkochte bands aller tijden. Verschillende bronnen schatten de verkoop van Led Zeppelin-albums op circa 300 miljoen. Afgaande op het aantal RIAA-certificaten, uitgegeven door de Amerikaanse Recording Industry Association of America, zijn er alleen in de Verenigde Staten al meer dan 111 miljoen albums verkocht. Alle negen studioalbums, inclusief Coda, bereikten de Nederlandse Album Top 100 waarvan zeven de top 10.
Led Zeppelin wordt gezien als een van de grondleggers van heavy metal en hardrock en het typische geluid was vooral het resultaat van Page' invloed als producer en muzikant. De muziekstijl van ieder lid van de band kwam voort uit een brede variatie aan invloeden. De band brak alle records betreffende live-optredens, wat door velen bestempeld werd als buitensporig. Hoewel de band altijd commercieel succesvol bleef namen de muzikale activiteiten en live-optredens in de periode 1976–1979 sterk af door individuele problemen van de bandleden.
Vanaf de oprichting van Led Zeppelin had Page een duidelijk beeld van wat hij met de band voor ogen had. Tijdens een interview in 1993 met het tijdschrift Guitar World zei hij:

Ik had van mijn periode bij The Yardbirds heel veel ideeën overgehouden. Ik kreeg de vrijheid om tijdens optredens te improviseren en ik begon notities te maken van ideeën die ik uiteindelijk pas gebruikte in Zeppelin. Als aanvulling op die ideeën wilde ik akoestische accenten toevoegen. Ik wilde van Zeppelin een mix maken van blues, hardrock en akoestische muziek overgoten met zware refreinen – een combinatie die nog niet eerder was gebruikt. Veel licht en schaduw in de muziek.

### Na Led Zeppelin
Na het overlijden van drummer John Bonham, op 25 september 1980, viel de band uiteen. Overmand door verdriet weigerde Page in eerste instantie om nog een gitaar aan te raken. Later bestond zijn werk vooral uit korte samenwerkingen met andere rockbands, reünies en het schrijven van soundtracks. Ook werd hij actief in filantropisch werk.

### 1981–1989
De eerste keer dat Page na de dood van Bonham het podium beklom was tijdens een concert van Jeff Beck in de Hammersmith Apollo in maart 1981. Eveneens in 1981 probeerde hij samen met bassist Chris Squire en drummer Alan White van de Engelse rockband Yes een nieuwe supergroep op te richten onder de naam XYZ (eX-Yes-Zeppelin). Na enkele studiosessies en een demo-opname met vier nummers, werd het project beëindigd. Uit later verschenen bootlegs van deze sessies blijkt dat enkele nummers jaren later bij andere projecten zijn verschenen, namelijk The Firms Fortune Hunter (album Mean Business, 1986) en de Yes-nummers Mind Drive (album Keys to Ascension 2, 1997) en Can You Imagine? (album Magnification, 2001). Tijdens een concert dat Yes in 1984 in de Westfalenhalle in het Duitse Dortmund gaf, speelde Page samen met de band het Beatles-nummer I'm Down.
In 1982 werkte Page samen met de Engelse filmregisseur Michael Winner aan de soundtrack voor de film Death Wish II. Deze en verschillende andere projecten van Page, waaronder de soundtrack voor de film Death Wish 3 uit 1985, zijn opgenomen en geproduceerd in zijn studio genaamd The Sol Studio in Cookham. Deze studio had Page gekocht van de Engelse producer Gus Dudgeon.

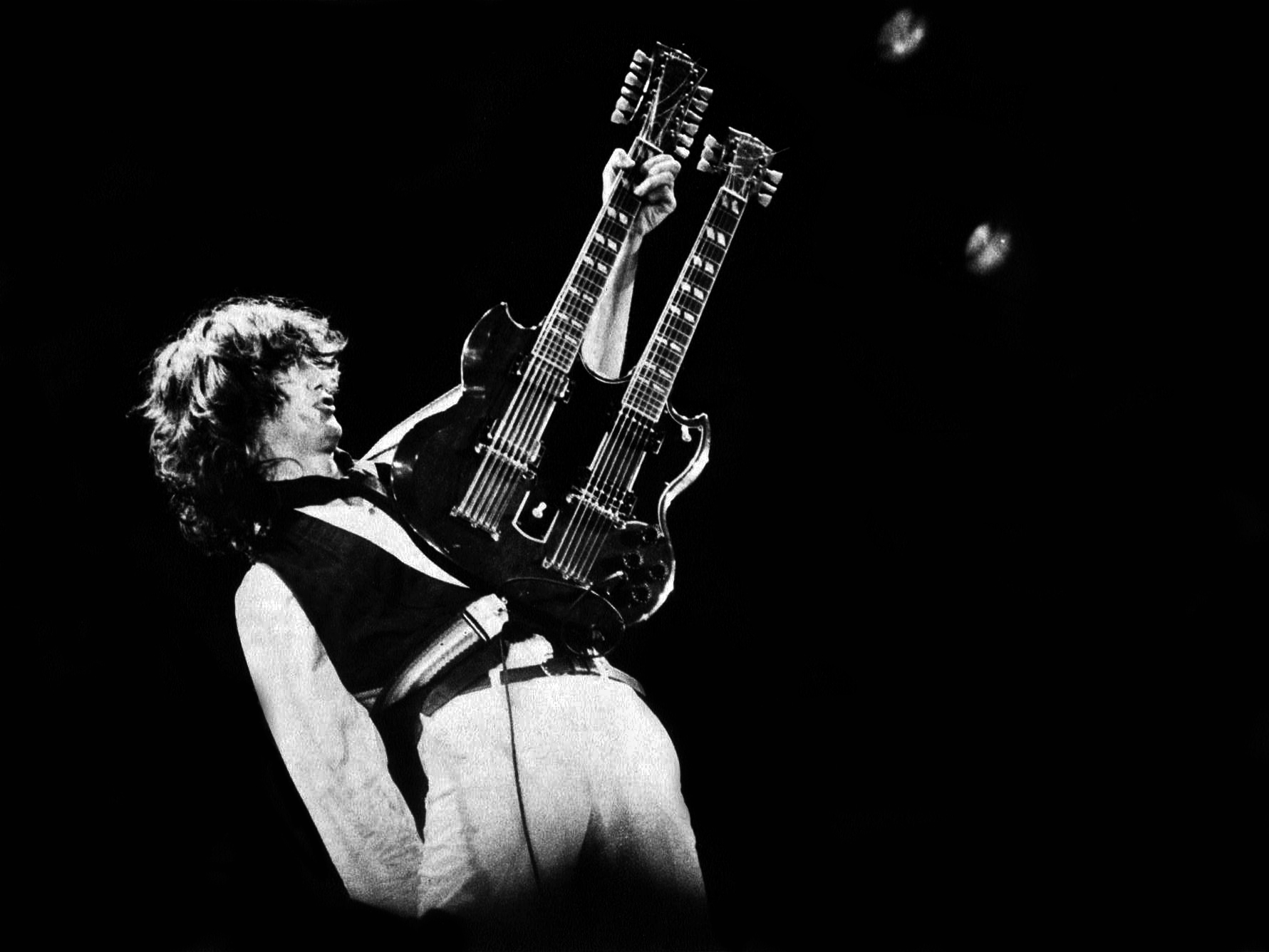
Page in december 1983 tijdens het ARMS concert in Oakland (Californië).

In 1983 trad Page op tijdens het ARMS (Action Research for Multiple sclerose) Benefietconcert in de Royal Albert Hall in Londen. Dit was een serie concerten ter ere van de Engelse bassist, en lid van de Engelse rockband Small Faces, Ronnie Lane die leed aan de ziekte. De setlist van Page bestond uit nummers van de soundtrack van de film Death Wish II, waarbij de Engelse zanger en muzikant Steve Winwood de zang verzorgde. Ook speelde hij een instrumentale versie van het Led Zeppelin-nummer Stairway to Heaven. 
Daarna volgde een ARMS-concerttournee in de VS waarbij Winwood werd vervangen door Bad Company-zanger Paul Rodgers. Tijdens de tournee speelden de twee ook het nummer Midnight Moonlight, dat in 1985 zou verschijnen op het eerste album van de rockband The Firm, The Firm.
Tijdens elk ARMS-concert werd het nummer Layla van Derek and the Dominos gezamenlijk door Page, Beck en Clapton gespeeld. In het boek Hammer of the Gods: The Led Zeppelin Saga, staat een passage waarin Page verklaart dat hij in die periode zijn zeven jaar durende heroïneverslaving had afgezworen. Op 13 december 1983 vergezelde hij Robert Plant tijdens een toegift in het Hammersmith Odeon-theater in Londen.
Met John Paul Jones nam hij in 1984 de muziek op voor de film Scream for Help. In hetzelfde jaar nam hij samen met Robert Plant als The Honeydrippers het album The Honeydrippers: Volume One op. Ook deed hij sessiewerk voor het studioalbum Right by You van de Amerikaanse singer-songwriter Stephen Stills.
In 1985 werkte Page mee aan het album (Whatever Happened to) Jugula? van Roy Harper. Ook verzorgde hij, onder pseudoniemen zoals the MacGregors and Themselves, tijdens folkfestivals af en toe akoestische optredens. Page richtte in 1984, samen met Paul Rodgers, de supergroep The Firm op. Een jaar later verscheen het eerste album met als titel The Firm. In 1986 verscheen het tweede album, Mean Business. Als promotie voor de albums deed de band een aantal tours in Europa en de VS, maar kort daarna ging de band uiteen.
In 1986 speelde Page mee op het op single verschenen nummer One Hit (To the Body) van het Rolling Stones-album Dirty work. In hetzelfde jaar speelde hij mee met een aantal ex-Yardbirdsleden (Chris Dreja, Paul Samwell-Smith en Jim McCarty), die samen in 1983 de band Box of Frogs hadden opgericht. Page speelde gitaar op het tweede album van de band, Strange Land.
In 1988 verscheen Outrider, het eerste en tot nu toe enige soloalbum van Page. Robert Plant verzorgde de zang op het nummer The Only One. In ruil daarvoor werkte Page mee aan twee nummers op Plants soloalbum Now and Zen, dat ook in 1988 uitkwam. De Engelse zanger John Miles verzorgde de zang op het openingsnummer van Outrider, Wasting My Time.
Gedurende de jaren 80 heeft Page ook een aantal live-optredens verzorgd met de andere drie voormalige Led Zeppelin-bandleden. Het meest opvallende optreden was tijdens het Live Aid-benefietconcert in Philadelphia (VS) op 13 juli 1985, met als gastdrummers Phil Collins en Tony Thompson. De band was echter niet tevreden over de kwaliteit van het optreden en weigerde toestemming om beelden van het optreden te gebruiken voor de samenstelling van een dvd. Page, Plant en Jones traden ook op tijdens het Atlantic Records 40th Anniversary concert op 14 mei 1988, waarbij Jason Bonham de plaats achter het drumstel innam van zijn in 1980 overleden vader John.

### 1990–1999
Tijdens een benefietconcert in 1990 in het Knebworth Park (Knebworth in Hertfordshire), ten bate van de Engelse Nordoff–Robbins-stichting, verscheen Page onverwachts op het podium naast Robert Plant. Samen speelden ze de Led Zeppelin-nummers Misty mountain hop, Rock and roll en Wearing and Tearing. Page, Plant en Jones speelden ook op de bruiloft van Jason Bonham op 28 april 1990.
In 1993 maakte Page samen met David Coverdale (ex-Deep Purple en Whitesnake) het album Coverdale/Page.
In 1994 kwamen Page en Plant opnieuw bij elkaar voor een optreden tijdens het televisieprogramma MTV Unplugged, van de muziekzender MTV. Het 90 minuten durende optreden werd het best bekeken programma ooit van de zender. In oktober van dat jaar werden de opnamen uitgebracht op cd met als titel No Quarter: Jimmy Page and Robert Plant Unledded en in 2004 op dvd met als titel No Quarter Unledded. Na een uiterst succesvolle concerttournee ter promotie van No Quarter, werd in 1998 het album Walking into Clarksdale opgenomen, ditmaal samen met bassist Charlie Jones en drummer Michael Lee.
Page is door de jaren heen betrokken geweest bij het remasteren van alle studio- en livealbums van Led Zeppelin. Ook was hij actief binnen de Action for Brazil's Children Trust (ABC Trust), een stichting die in 1998 is opgericht door Page' toenmalige echtgenote, Jimena Gómez-Paratcha. In hetzelfde jaar speelde Page gitaar op het nummer Come with me van de Amerikaanse rapper Puff Daddy. In het nummer wordt gebruik gemaakt van de gitaarriff uit het Led Zeppelin-nummer Kashmir. Het is ook te horen op de soundtrack van de Amerikaanse film Godzilla en het werd door Page en Puff Daddy live uitgevoerd in het Amerikaanse televisieprogramma Saturday Night Live.
In augustus 1999 ontving Page van het Engelse muziektijdschrift Kerrang! de 'Kerrang! Hall of Fame Award'.
In oktober 1999 verzorgde Page samen met de Amerikaanse rockband The Black Crowes twee concerten in het Greek Theatre in de Amerikaanse stad Los Angeles. De setlist bestond voornamelijk uit Led Zeppelin-nummers, aangevuld met oude blues-en rocknummers. In juli 2000 verscheen de registratie van deze concerten op cd onder de titel, Live at the Greek.

### 2000–2009
Tijdens de uitreiking van de MTV Europe Music Awards op 8 november 2001 in Frankfurt, speelde hij samen met Fred Durst van de Amerikaanse nu metal-rockband Limp Bizkit en Wes Scantlin van de Amerikaanse postgrungeband Puddle of Mud, het Led Zeppelin-nummer Thank You.
In 2005 werd Page benoemd tot officier in de Orde van het Britse Rijk (OBE), als erkenning voor zijn inzet voor het Action for Brazil's Children Trust (ABC Trust) en de stichting Task Brasil. Ook werd hem het ereburgerschap verleend door de Braziliaanse stad Rio de Janeiro en werd hij, samen met John Paul Jones en Robert Plant als voormalige leden van Led Zeppelin, beloond met de Grammy Lifetime Achievement Award. John Bonham werd postuum geëerd. Page was samen met Jones aanwezig bij de uitreiking, Robert Plant zegde af vanwege oefensessies voor een naderende concerttournee.
Op 14 november 2006 werd Led Zeppelin opgenomen in de UK Music Hall of Fame. De uitreiking van de bijbehorende onderscheiding werd voorafgegaan door een introductie van de band door een aantal beroemde bewonderaars, waaronder Roger Taylor, Slash, Joe Perry, Steven Tyler, Jack White en Tony Iommi. Na de uitreiking speelde de Australische rockband Wolfmother het Led Zeppelin-nummer Communication Breakdown. Tijdens een interview met de BBC die avond kondigde Page plannen aan om in 2007 een nieuw album op te nemen. Ook kondigde hij aan dat er iets op stapel stond met Zeppelin. Naast Page waren ook John Bonhams weduwe Patricia en zijn zus, Deborah Bonham, aanwezig bij de uitreiking.

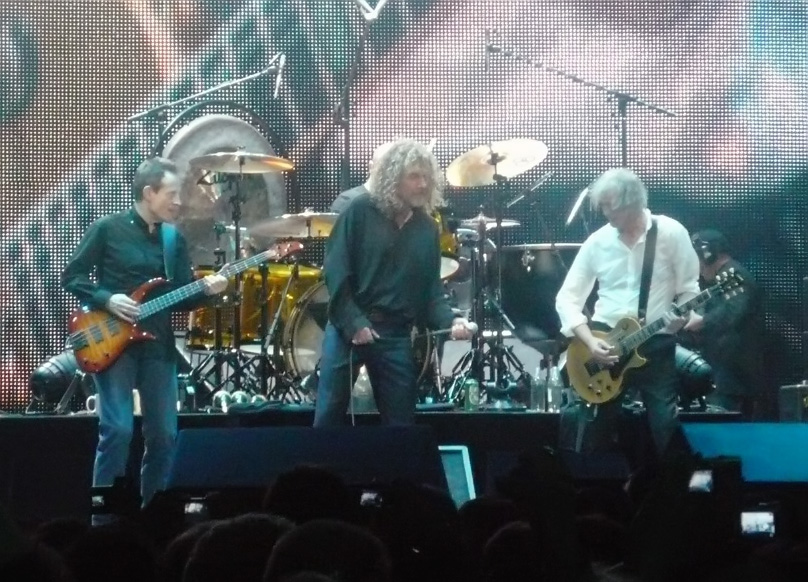
Led Zeppelin in de O2 Arena, Londen in 2007

Op 10 december 2007 speelden Page, Plant en Jones, samen met Jason Bonham op drums, tijdens het herdenkingsconcert voor Ahmet Ertegün in de O2 Arena in Londen. Voor de 20.000 beschikbare entreekaarten kwamen 20 miljoen aanvragen binnen.
Op 7 juni 2008 speelden Page en Jones de nummers Ramble on en Rock and roll, samen met zanger Dave Grohl en drummer Taylor Hawkins van de Amerikaanse rockband Foo Fighters tijdens een liveoptreden van deze band in het Wembley-stadion in Londen. Op 24 augustus 2008, tijdens de sluitingsceremonie van de Olympische Spelen in Beijing, speelde Page een aangepaste versie van het nummer Whole Lotta Love, samen met de Engelse zangeres Leona Lewis. Over de voorbereidingen en de totstandkoming van dit optreden is een driedelige documentaire gemaakt met als titel, Building the Olympic Dream, London Calling, die in maart 2009 werd uitgezonden door BBC Two.
Op 4 april 2009 introduceerde Page gitarist Jeff Beck in de Rock and Roll Hall of Fame. Op 16 december van hetzelfde jaar kondigde Page aan dat hij in 2010 weer een tournee zou maken.

### 2010–2019
In januari 2010 kwam er bij de Britse uitgeverij Genesis Publications een autobiografie van Page uit in een gelimiteerde uitgave van 2.150 exemplaren. In hetzelfde jaar kreeg hij als eerste ooit de Global Peace Award van de Verenigde Naties uitgereikt, nadat hij had aangekondigd te zullen optreden op het geplande Vredesconcert op 10 oktober 2010 in Beijing.
Op 3 juni 2011 speelde hij samen met Donovan in de Royal Albert Hall in Londen. Op 13 juli van dat jaar verzorgde Page een onaangekondigd optreden met The Black Crowes in de Shepherd's Bush Empire in de Londense wijk Shepherd's Bush. Ook speelde hij op 5 november samen met Roy Harper in de Londense concerthal Royal Festival Hall, dit ter gelegenheid van Harper's 70e verjaardag.
In november 2011 begon het Britse parlementslid Louise Mensch een campagne op Twitter om Page tot ridder uit te roepen voor zijn bijdragen aan de muziekindustrie.

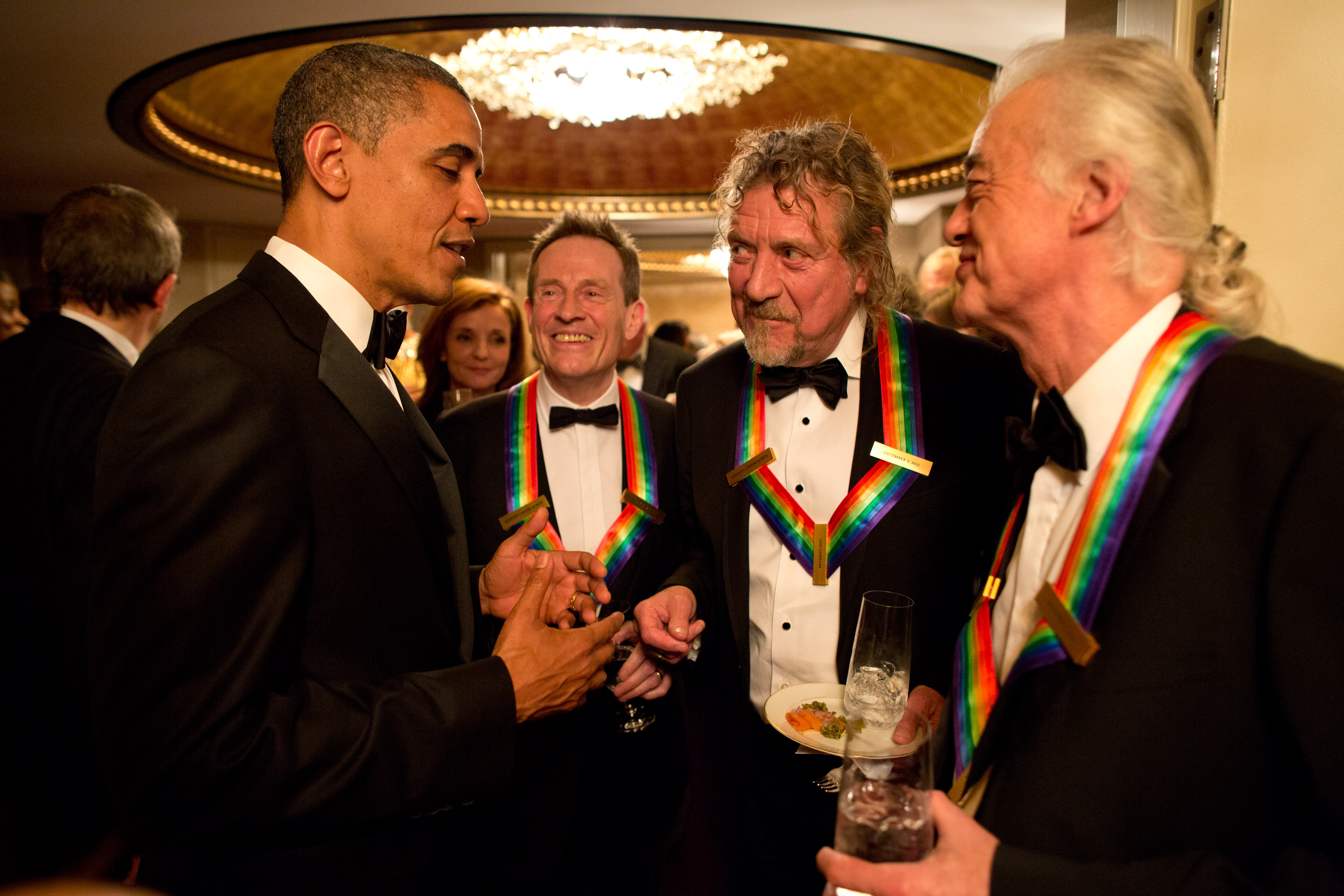
Barack Obama in gesprek met Page, Plant en Jones van Led Zeppelin tijdens de uitreiking van de Kennedy Center Honors in 2012.

Op 2 december 2012 werden Page, Plant en Jones onderscheiden met de jaarlijkse Kennedy Center Honors. De onderscheiding werd uitgereikt door de toenmalige president van de Verenigde Staten, Barack Obama, tijdens een ceremonie in het Witte Huis in Washington.
In 2013 liet Robert Plant doorschemeren dat hij openstond voor een Led Zeppelin-reünie in 2014. Volgens Plant was hij niet schuldig aan de lange stilte rondom de band. Hij zei dat Page en Jones opgesloten zaten in hun eigen wereld en beschuldigde hen van egoïsme. Ze zouden het aan hem overlaten, zonder zelf actie te ondernemen.
Op 10 mei 2014 ontving Page een eredoctoraat van de Berklee College of Music in Boston. Tijdens een interview in 2014 met de BBC over de aanstaande heruitgave van de eerste drie Led Zeppelin-albums, zei Page dat hij er zeker van was dat de fans met smart zaten te wachten op weer een nieuw reünie-concert van Led Zeppelin. Later verklaarde hij echter dat de kans daarop nihil was. In mei 2014 zei hij tijdens een interview met de Amerikaanse journalist Larry Rohter van de The New York Times, dat hij de weigering van Plant om weer op te treden beu was.
Op 30 september 2014 kondigde Page, die al sinds 1988 niet meer solo had opgetreden, aan dat hij een nieuwe band wilde starten en materiaal zou spelen dat zijn hele carrière omvat.
Op 30 december 2015 was Page te gast in het BBC Radio 2-programma Johnnie Walker Meets....
Op 23 oktober 2017 gaf hij een lezing over zijn muzikale carrière voor de Oxford Union Society aan de universiteit van Oxford.
Op 19 juni 2019 ontving Page in de Islington Assembly Hall in Londen, in het bijzijn van zijn partner Scarlett Sabet, The Kerrang! Icon Award, als blijk van waardering voor zijn indrukwekkende loopbaan in de rockmuziek.

## Invloed
Page wordt, door andere muzikanten en gitaristen, beschouwd als een van de meest invloedrijke gitaristen ooit. Zijn ervaring als sessiemuzikant en als lid van The Yardbirds was de sleutel tot het succes van Led Zeppelin. Als producer, songwriter en gitarist maakte hij van Led Zeppelin een voorbeeld voor andere toekomstige rockbands en was hij de drijvende kracht achter het kenmerkende rockgeluid van die periode, waar een groot aantal andere gitaristen door is beïnvloed.
Gitaristen die zijn beïnvloed door Page zijn o.a. Eddie van Halen, Ace Frehley, Joe Satriani, John Frusciante, James Hetfield, Kirk Hammett, Zakk Wylde, Yngwie Malmsteen, Joe Perry, Richie Sambora, Angus Young, Slash, Dave Mustaine, Mike McCready, Jerry Cantrell, Stone Gossard, Mick Mars, Paul Stanley, Alex Lifeson, Steve Vai en Dan Hawkins. De Engelse gitarist Brian May zei in 2004, tijdens een interview met het Engelse muziektijdschrift Guitarist:

Ik denk niet dat er iemand is die het schrijven van riffs beter beheerst dan Jimmy Page. Hij is een van de grootste breinen binnen de rockmuziek.

## Instrumenten en apparatuur

### Gitaren
Voor de opnamen van het tweede album van Led Zeppelin, Led Zeppelin II, gebruikte Page een Gibson Les Paul-gitaar (die hij in 1969 van de Amerikaanse gitarist Joe Walsh had gekocht) in combinatie met een Marshall-versterker. Voor de opnamen van de albums Led Zeppelin III en Led Zeppelin IV gebruikte hij een Harmony Sovereign H-1260. Deze werd ook gebruikt tijdens liveoptredens tussen 5 maart 1971 en 28 juni 1972. 
Tijdens de opnamesessies voor het debuutalbum Led Zeppelin en later voor de opname van de gitaarsolo in het nummer Stairway to heaven, gebruikte hij een Fender Telecaster die hij in 1965 van Jeff Beck had gekregen. Ook gebruikte hij een Danelectro-3021 die in D-A-d-g-a-d gestemd was. Deze werd vooral gebruikt tijdens live-uitvoeringen van het nummer Kashmir.
Op de Led Zeppelin-nummers Dazed and Confused en How Many More Times gebruikte Page een strijkstok om zijn gitaar te bespelen. Dit was een techniek die hij tijdens zijn periode als sessiemuzikant had ontwikkeld.
Page gebruikte er zijn Fender Telecaster en later zijn Gibson Les Paul voor.

#### Opvallende gitaren
- 1959 Gibson Les Paul Standard (nr. 1). Door Page in 1969 gekocht van Joe Walsh voor $ 500,-.
- 1959 Gibson Les Paul Standard (nr. 2). Andere uitvoering dan nr. 1.

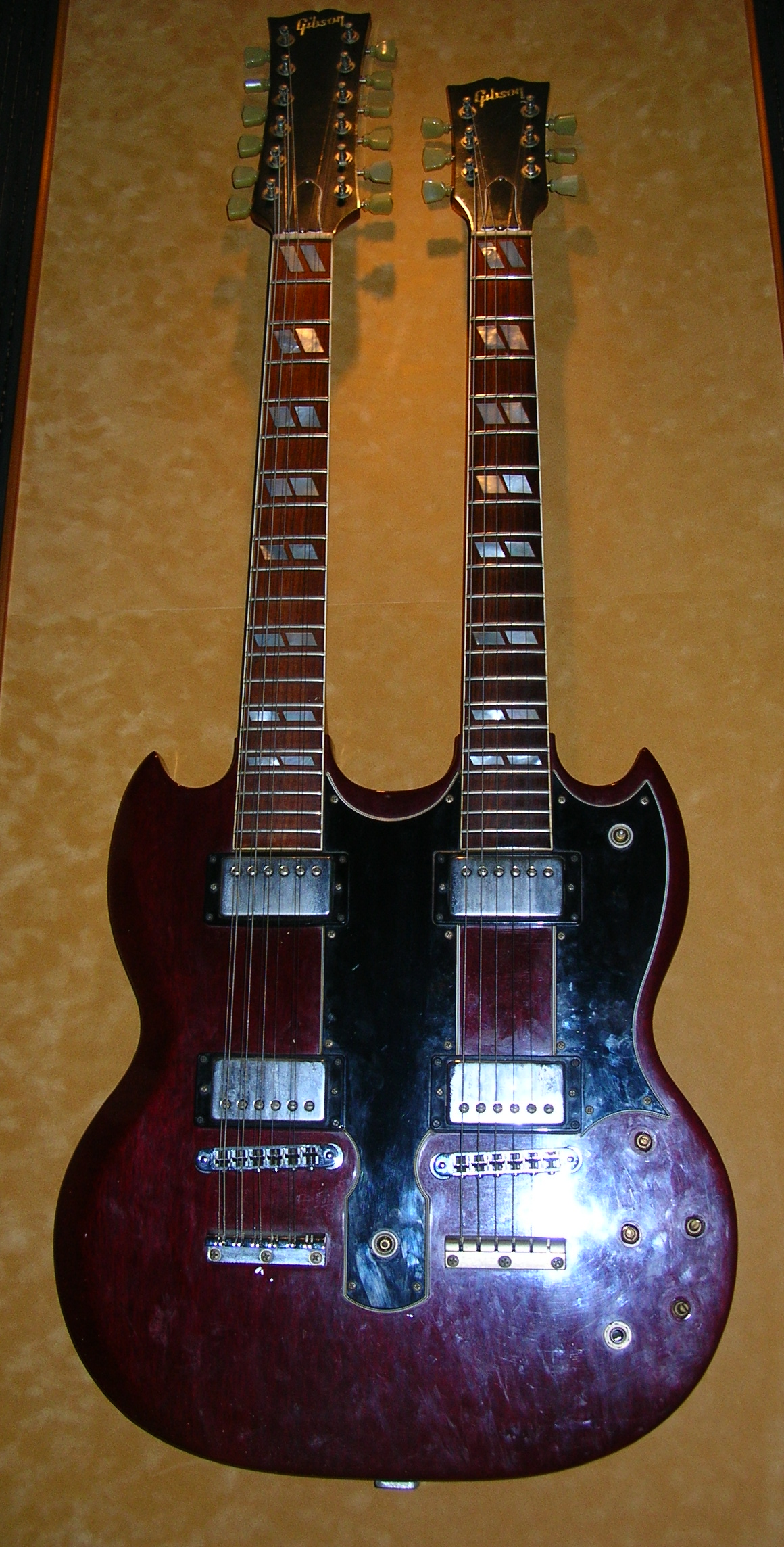
De Gibson EDS-1275

- 1971 Gibson EDS 1275. Gebruikt tijdens liveoptredens voor de nummers Stairway to Heaven, The Song Remains the Same, The Rain Song, Celebration Day (1971, 1972 en 1979), Tangerine (Earls Court concerten in 1975) en Sick Again (VS en Canada-tournee van 1977).
- 1959 Fender Telecaster. Gekregen in 1965 van Jeff Beck en door Page beschilderd met een drakendesign. Gebruikt tijdens zijn Yardbirds-periode, voor de opnamen voor het debuutalbum van Led Zeppelin en de eerste tournees met Zeppelin in 1968–1969. In 1971 gebruikte Page deze gitaar voor de solo in het nummer Stairway to Heaven.
- 1991 Gibson Les Paul Custom. De Engelse luthier Roger Giffin bouwde een speciale Les Paul voor Page die gebaseerd was op de 1959 Les Paul (nr. 2).[109]
- 1961 Danelectro 3021. Page gebruikte deze gitaar voor de live uitvoeringen van de nummers White Summer, Kashmir, In My Time of Dying en later voor het nummer Midnight Moonlight met The Firm.
- 1958 Danelectro 3021. Deze heeft een kleinere slagplaat dan de 1961 Danelectro. Gebruikt tijdens de Outrider-tournee.
- 1967 12-snarige zwarte Vox Phantom. Gebruikt voor de opnamen van het Yardbirds-album Little Games, de opname van het nummer Travelling Riverside Blues, die verscheen op het album BBC Sessions, en voor de opname van de nummers Thank You en Living Loving Maid (She's Just a Woman) van het album Led Zeppelin II.
- 1960 Zwarte Gibson Les Paul Custom (met een Bigsby-gitaarvibrato). Bekend onder de naam Black Beauty. Deze werd in 1970 gestolen en zou, volgens niet betrouwbare bronnen, in 2015 zijn teruggevonden.[110]
- 1953 Botswana Bruine Fender Telecaster. Page kocht deze gitaar in november 1975 van Rob Lawrence. Gebruikt tijdens de concerttournee door de VS en Canada in 1977, de concerten in Knebworth in 1979, tijdens optredens met The Firm en de Outrider-periode.
- 1969 Gibson Les Paul DeLuxe (nr. 3). In de concertfilm The Song Remains the Same is te zien hoe Page deze gitaar gebruikt tijdens de theremin-solo in het nummer Whole Lotta Love. In 2007 gebruikte hij hem voor de uitvoering van het nummer Kashmir tijdens het concert in de O2 Arena. In 1985 liet Page een zogenaamde B-Bender aanbrengen en werd hij gebruikt tijdens de Outrider-tours en het Page and Plant-optreden in 1994 bij de muziekzender MTV.[111]
- 1969 Gibson Les Paul DeLuxe. Het verschil met nr. 3 is de kleinere gitaarkop en een andere vorm van de cutaway. Voor zover bekend, alleen gebruikt voor het nummer Over the Hills and Far Away tijdens de concerttournee door de VS en Canada in 1977.
- 1964 Blauwe Lake Placid Fender Stratocaster. Gebruikt in 1978 tijdens opnamesessies voor het album In Through the Out Door, de concerten in Earls Court in 1975, de concerten in Knebworth in 1979 en de Europese tournee van 1980.
- 1966 Fender Telecaster. Gebruikt voor de opnamen van het album Physical Graffiti. Page gebruikte hem ook tijdens de Europese tournee van 1980, voor het nummer All My Love.
- 1965 12-snarige Fender Electric XII. Gebruikt voor de opname van de nummers Stairway to Heaven, When the levee breaks en The Song Remains the Same.
- 1972 Martin D28. Page gebruikte hem voor de opnamen van akoestische nummers.
- 1994 Manson Triple Neck. Deze akoestische gitaar met drie halzen werd in 1994 gebouwd door Andy Manson. De gitaar bestaat uit een 8-snarige mandoline, en een 12-snarige en 6-snarige gitaar. Hij werd door Page gebruikt tijdens de Unledded-opnamen in 1994.

#### Snaren
- Ernie Ball Super Slinky-snaren.[112]

### Versterkers en geluidseffecten
Page maakte tijdens studio-opnamen gebruik van verschillende soorten en merken versterkers. De bekendste daarvan zijn VOX, Axis, Fender en Orange.Tijdens liveoptredens gebruikte hij Hiwatt- en Marshall-versterkers. Op het debuutalbum van Led Zeppelin bespeelde hij een Fender Telecaster in combinatie met een Supro-versterker.
Om geluidseffecten te creëren maakte Page gebruik van, onder andere, effectpedalen. Bekende merken die hij gebruikte zijn Boss, Dunlop, MXR en DigiTech. Ook bespeelde hij een theremin.

### Productie- en opnametechniek
Tijdens zijn periode als lid van Led Zeppelin ontwikkelde Page verschillende nieuwe opnametechnieken. De meeste daarvan had hij al ontwikkeld toen hij nog actief was als sessiemuzikant.
Hij had gedurende zijn jaren als studiomuzikant verschillende ontwikkelingen meegemaakt op het gebied van geluids- en opnametechniek. Voor de opnamen van het album Led Zeppelin gebruikte hij de zogenaamde distance-makes-depthtechniek. Hij maakte gebruik van de natuurlijke omgeving van een ruimte om eventuele nagalm tijdens een opname te versterken. De meeste muziekproducenten plaatsten de opnamemicrofoons altijd zo dicht mogelijk op de versterkers en de drums. Page ontwikkelde het idee om extra microfoons te plaatsen tot op een afstand van 6 meter van de versterkers, en dan de balans tussen die twee geluiden op te nemen.
Page ontwikkelde ook de techniek om de nagalm voor het geluid te plaatsen in plaats van na het geluid, hij nam de nagalm apart op en voegde hem later toe. Dit is onder meer te horen op de Led Zeppelin-nummers You Shook Me en Whole Lotta Love. De eerste keer dat hij dit toepaste was in 1967 tijdens de opname van het Yardbirds-nummer, Ten Little Indians.

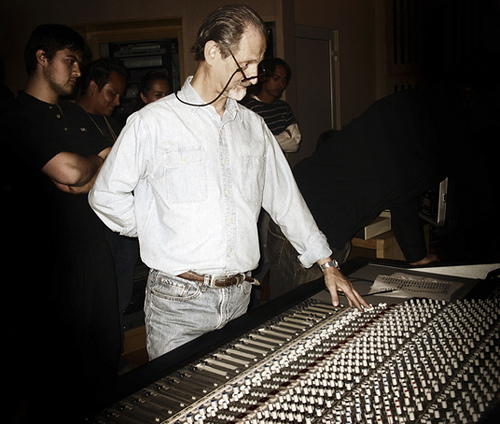
Geluidstechnicus en producer Eddie Kramer

Als producer wisselde Page bewust van geluidstechnici tijdens zijn Led Zeppelin-periode, omdat hij niet wilde dat men dacht dat zij verantwoordelijk waren voor het Led Zeppelin-geluid. Zo was Glyn Johns werkzaam op het album Led Zeppelin, Eddie Kramer op Led Zeppelin II en Andy Johns op Led Zeppelin III. Voormalig bassist John Paul Jones bevestigde tijdens een interview in 2008 met het muziektijdschrift Uncut, dat de productietechnieken die Page hanteerde, bepalend zijn geweest voor het succes van Led Zeppelin.

## Film: "It Might Get Loud"
In 2008 maakte Page, samen met regisseur Davis Guggenheim, de documentaire It Might Get Loud. Aan de hand van de carrières en verschillende speelstijlen van Page, Jack White en The Edge wordt de geschiedenis van de elektrische gitaar weergegeven. Page legt uit welke invloed blues en skiffle op hem heeft gehad. Hij bezoekt onder andere het voormalige armenhuis Headley Grange in Headley waar een aantal nummers van de albums Led Zeppelin III (1970), Led Zeppelin IV (1971), Houses of the Holy (1973) en Physical Graffiti (1975) zijn opgenomen. Ook legt hij uit hoe het kenmerkende geluid van de drumpartij in het Led Zeppelin-nummer When the levee breaks werd bereikt. De film ging op 5 september 2008 in première tijdens het Internationaal filmfestival van Toronto.

## Privé

### Partners
In 1965 werkte Page kort samen met de Amerikaanse zangeres Jackie DeShannon, die mogelijk de inspiratie vormde voor het nummer Tangerine.
Van 1970 tot 1983 had Page een relatie met het Franse fotomodel Charlotte Martin die hij ontmoette op zijn 26e verjaardag. Ze werden aan elkaar voorgesteld door Roger Daltrey na het concert in de Royal Albert Hall op 9 januari 1970. Page noemde haar altijd My Lady. Op 24 maart 1971 werd hun dochter Scarlet Page geboren die na haar studie fotografe is geworden.
In de eerste helft van de jaren 1970 had Page een langdurige relatie met de, destijds 14-jarige groupie Lori Mattix. Hijzelf was destijds een volwassen twintiger.
Van december 1986 tot januari 1995 was hij getrouwd met het Amerikaanse fotomodel en serveerster Patricia Ecker. De twee ontmoetten elkaar in 1986 tijdens de concerttournee die Page met The Firm door de Verenigde Staten maakte. Op 26 april 1988 werd hun zoon James Patrick Page geboren.
In april 1995 trouwde Page met de Amerikaanse activiste Jimena Gómez-Paratcha, die hij in 1994 in Brazilië had ontmoet tijdens een concerttournee in het kader van het No Quarter-project met Robert Plant. Hij adopteerde haar, in 1994 geboren, dochter Jana. Samen kregen ze nog twee kinderen; een dochter Zofia Jade, geboren in 1997 en een zoon Ashen Josan, geboren in 1999. Page en Gómez-Paratcha gingen in 2008 uit elkaar.
Sinds 2015 heeft Page een relatie met de Engelse actrice en dichteres Scarlett Sabet.

### Huizen
In 1967, toen Page nog bij The Yardbirds speelde, kocht hij het Thames Boathouse in Pangbourne, (Berkshire) aan de oevers van de rivier de Thames. Hij woonde er tot 1973. Dit was ook de plek waar hij en Robert Plant elkaar voor het eerst ontmoetten in augustus 1968 en wat leidde tot de oprichting van Led Zeppelin.

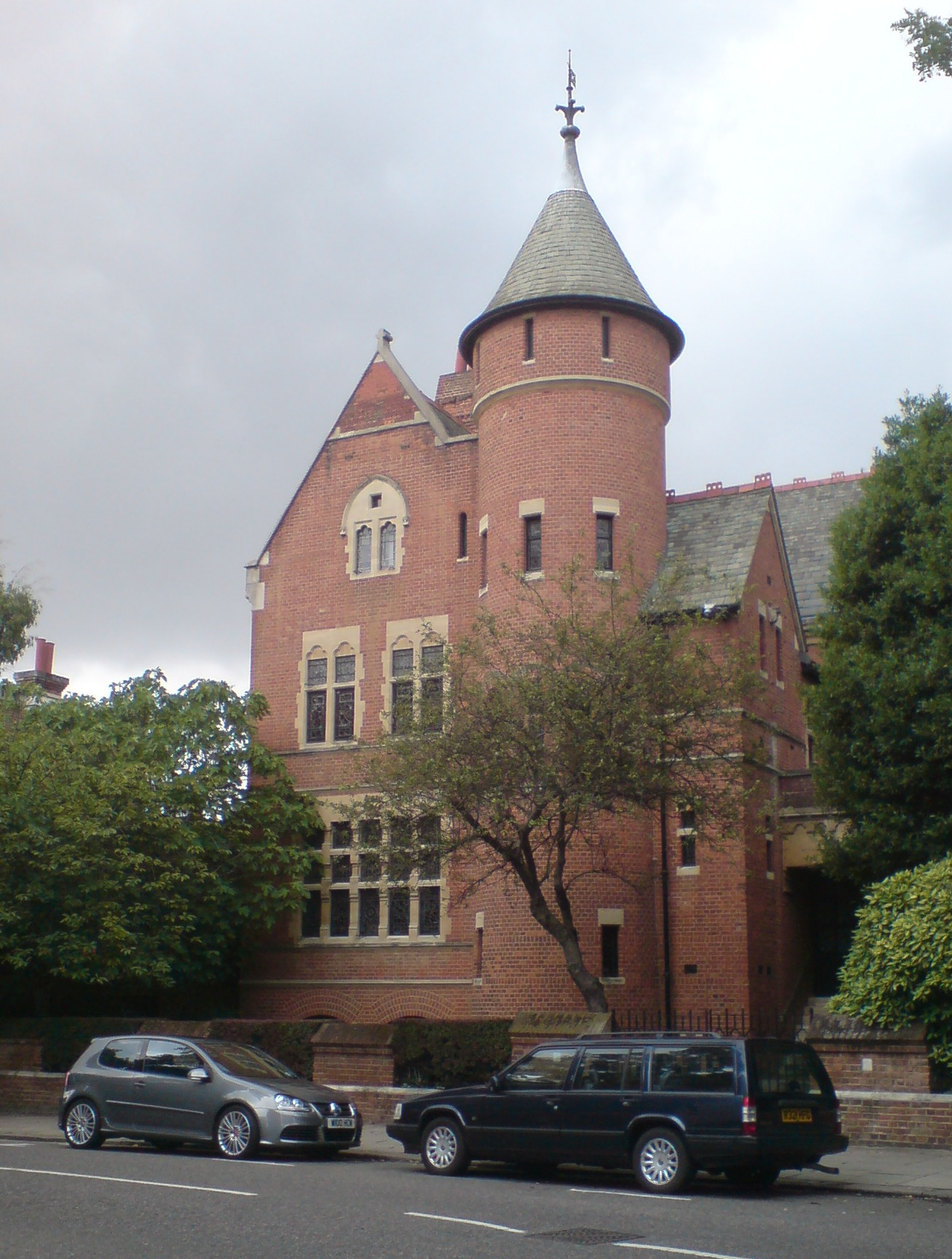
The Tower House, in 1972 gekocht door Page.

In 1972 kocht Page het Tower House in Holland Park in het Londense district Kensington and Chelsea, van de Ierse zanger en filmacteur Richard Harris. Het huis was ontworpen tussen 1875 en 1881 door de Britse architect en ontwerper William Burges.
Van 1980 tot 2004 was Page eigenaar van het Mill House in het dorp Clewer in het Engelse graafschap Berkshire. Het was in dit huis waar Led Zeppelin drummer John Bonham op 25 september 1980 levenloos werd aangetroffen.

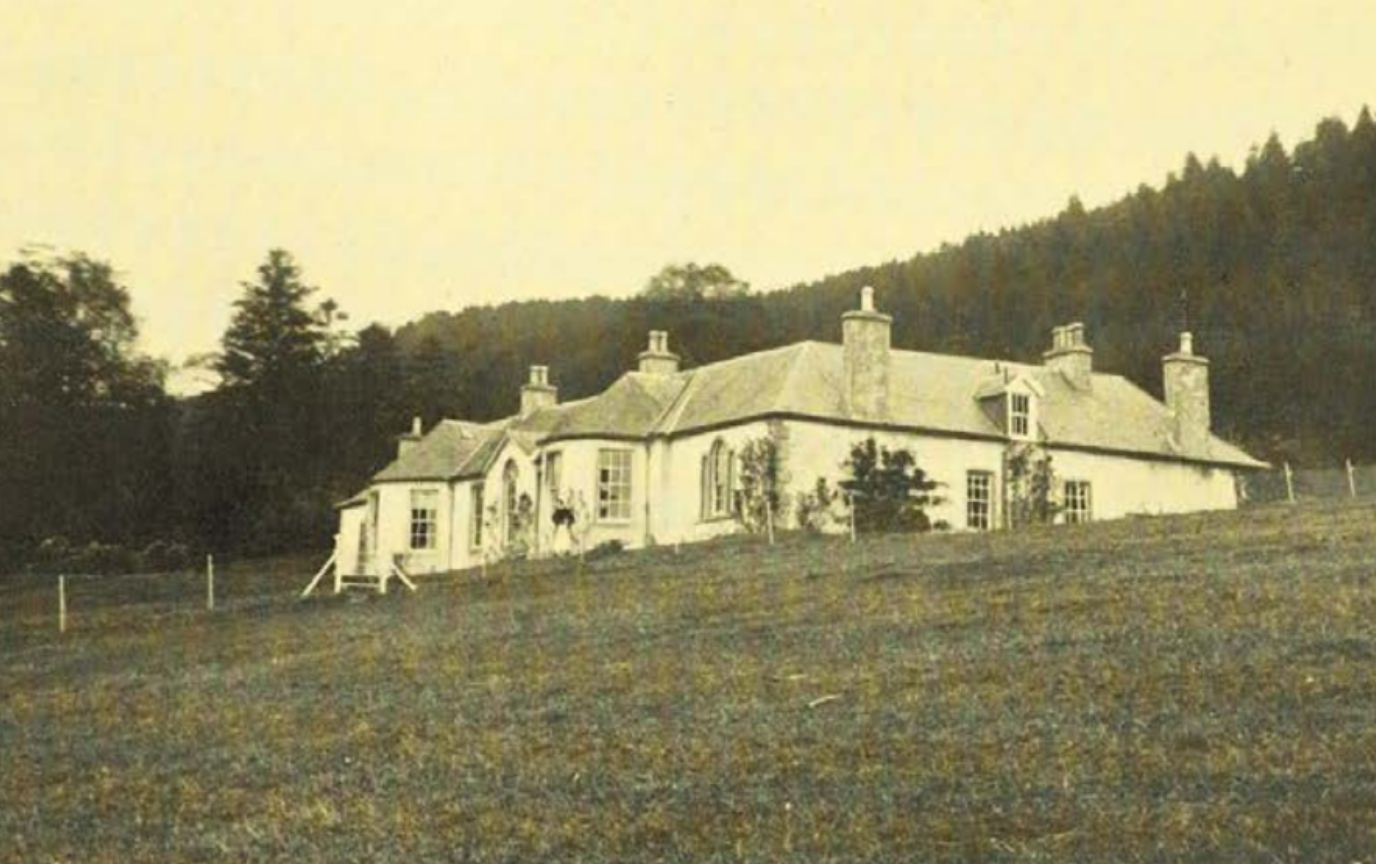
Boleskine House in Schotland.

Van 1970 tot 1992 was Page eigenaar van het Boleskine House in het dorp Foyers aan de oostelijke oevers van het meer van Loch Ness in Schotland. Het was het voormalige huis van de Britse esotericus en schrijver Aleister Crowley. In de concertfilm The Song Remains the Same zijn beelden te zien van nachtelijke opnamen die op de berghelling achter het huis gemaakt zijn. Page zelf verbleef er echter zelden. Nadat hij alles had geregeld voor de restauratie van het huis, liet hij de verantwoording daarvoor over aan zijn vriend Malcolm Dent.
Van 1972 tot 1982 was Page eigenaar van Plumpton Place in het dorp Plumpton in het Engelse graafschap East Sussex. Bepaalde delen van het huis zijn ontworpen door de Engelse architect en tuinontwerper Edwin Lutyens. In de concertfilm The Song Remains the Same zijn beelden te zien van Page terwijl hij in de tuin van het huis een draailier bespeelt.
Tegenwoordig woont Page in Deanery Garden in het dorp Sonning in het Engelse graafschap Berkshire. Ook dit huis is ontworpen door Edwin Lutyens. Daarnaast is hij nog altijd eigenaar van het Tower House.

### Drugsgebruik
In zijn periode als gitarist bij The Yardbirds experimenteerde Page al met drugs, zo bleek uit een interview dat hij op 6 december 2012 had met journalist David Fricke van het Amerikaanse muziektijdschrift Rolling Stone. Op de vraag van Fricke wat Page' ervaringen waren met, onder andere, LSD tijdens die periode, antwoordde Page:

Ik gebruikte minimaal, maar wel meer dan goed was. Er waren al slachtoffers gevallen onder vreselijke omstandigheden. Ik was erbij toen iemand erdoor vergiftigd werd. Dat was voor mij reden genoeg om te stoppen met experimenteren. Het was ook niet de beste manier om te ontdekken of je op het eind van een trip nog in staat was om muziek te maken. Hoewel er ook andere drugs waren, zoals mescaline. Ik moest ze gewoon proberen.

Volgens Richard Cole, voormalig tourmanager van Led Zeppelin en auteur van het boek Stairway to Heaven: Led Zeppelin Uncensored, begon Page in 1975 met het gebruik van heroïne. Page zou aan Cole verklaard hebben dat hij tijdens de opnamesessies voor het Led Zeppelin-album Presence de drug al gebruikte en er aan verslaafd was.
Ten tijde van de Amerikaanse en Canadese tournee van 1977 was Page' heroïneverslaving dusdanig zwaar dat het zijn gitaarspel ging beïnvloeden. Ook was hij behoorlijk in gewicht afgenomen en dat was niet het enige dat opviel; zijn verslaving zorgde ervoor dat hij zo in zichzelf gekeerd raakte, dat de dynamiek op het podium tussen hem en Robert Plant aanzienlijk in kracht afnam. De weinige invloed die Page had tijdens de opnamesessies in 1978 voor het album In Through the Out Door, kan grotendeels toegeschreven worden aan zijn verslaving. Hij verscheen soms langere periodes niet in de opnamestudio.
Naar verluidt heeft Page in 1982 of 1983 zijn heroïneverslaving overwonnen. Toch werd hij zowel in 1982 als in 1984 gearresteerd voor verboden cocaïnebezit. In 1982 kreeg hij een voorwaardelijke gevangenisstraf van 12 maanden opgelegd en in 1984 kreeg hij slechts een geldboete, ondanks het feit dat het een tweede vergrijp betrof wat normaal gezien een onvoorwaardelijke gevangenisstraf oplevert.

### Interesse in de magie
Page' interesse in de wereld van magie en esoterie ontstond toen hij op 15-jarige leeftijd het boek Magick, Liber ABA, Book 4 van de Britse esotericus en schrijver Aleister Crowley had gelezen. Later verklaarde hij dat hij toen dacht: "Ja, dit is mijn ding. Ik heb gevonden wat ik wil."
De vier symbolen die op de platenhoes van het album Led Zeppelin IV staan afgebeeld worden vaak in verband gebracht met Page' interesse in het occulte. Elk lid van de band heeft zijn eigen symbool. Page' Zoso-symbool kent zijn oorsprong in het magische handboek Ars Magica Arteficii uit 1557 van de Italiaanse arts en hoogleraar, Girolamo Cardano (1501–1576), waarin het een samenstelling moet voorstellen van verschillende tekens uit de dierenriem. Het Zoso-symbool komt ook voor in het boek Dictionary of Occult, Hermetic and Alchemical Sigils uit 1981 van de Britse schrijver Fred Gettings.
Tijdens optredens na de verschijning van Led Zeppelin IV was Page vaak te zien met kleding waarop het Zoso-symbool geborduurd was. Het meest opvallend kwam dit naar voren op zijn zogenaamde Draken-pak waar, naast het Zoso-symbool, ook de symbolen van Steenbok, Schorpioen en Kreeft te zien waren die, astrologisch gezien, respectievelijk zijn zon, ascendant en maan zijn.
In de periode 1975–1979 was Page eigenaar van een boekwinkel en uitgeverij, The Equinox Booksellers and Publishers, gespecialiseerd in occulte en magische boeken, in de Londense wijk Kensington. De naam had hij ontleend aan het tijdschrift The Equinox dat werd uitgegeven door Aleister Crowley. Het interieur van de winkel bevatte, onder andere, Egyptische en art-deco-motieven. Prominent aanwezig daartussen was de geboortehoroscoop van Crowley.
De uitgeverij gaf slechts twee boeken uit: een replica van The Goetia, een boek van Crowley uit 1904, en Astrology, a Cosmic Science (1975) van de Engelse schrijfster Isabel Hickey. Nadat de huurovereenkomst op het pand afliep stopte Page in 1979 met de winkel en de uitgeverij.
In een interview met het Britse tijdschrift Sounds in 1978, verwoordde Page zijn interesse in het werk van Crowley als volgt:

Naar mijn mening is Aleister Crowley het meest miskende genie van de 20e eeuw. Waar hij voor pleitte was bevrijding van het individu, van het bestaan en dat opgelegde beperkingen je geest zouden vervuilen en frustreren. Dit alles zou leiden tot geweld, misdaad en mentale problemen, afhankelijk van datgene wat je in het verleden al had meegemaakt. Hoe verder we ons bevinden in deze tijd, des te meer worden we geconfronteerd met technologie en vervreemding. Maar veel van de zaken die hij beschreef lijken zich steeds meer in de volle breedte te manifesteren.... Waarbij ik niet wil zeggen dat iemand het systeem moet volgen. Ik ben het niet met alles eens, maar veel ervan vind ik voor mezelf wel relevant en het zijn juist die dingen waar men hem op aanviel, dus ja.. hij werd niet begrepen. Ik wil echter niet proberen om wie dan ook méér te interesseren in Crowley dan dat ik dat zou doen in, bijvoorbeeld, Charles Dickens. Op een bepaald moment had hij een theorie voor zelfbevrijding uiteengezet, iets dat heel belangrijk is. Hij was als het oog van de wereld. Ik heb zijn werk intensief bestudeerd maar ik ga daar verder niet op in omdat dat iets persoonlijks is en niet in verband staat met wat dan ook, behalve dat ik zijn systeem wel gebruik in mijn dagelijkse leven. Het gaat erom je vrije wil te leren kennen, je eigen plek te ontdekken. Van daaruit kun je dan verder om niet de rest van je leven onderdrukt en gefrustreerd door te bregen. Waar het eigenlijk om gaat is, om met jezelf in het reine te komen.

In 1972 werd Page door de Amerikaanse filmmaker en Crowley aanhanger Kenneth Anger gevraagd voor het schrijven van de soundtrack voor de film Lucifer Rising. De twee hadden elkaar ontmoet op een veiling waar eigendommen van Crowley verkocht werden. Page nodigde hem vervolgens uit om naar Boleskine House te komen, wat ooit in het bezit van Crowley was. Hij gaf hem later ook toestemming om zijn intrek te nemen in de kelder van het Tower House in Londen om daar, in de aanwezige studio aan de film te werken. In oktober 1976 kreeg Anger ruzie met Page' toenmalige vrouw Charlotte Martin die hem vervolgens de deur wees. In een daaropvolgende persconferentie uitte hij felle kritiek op zowel Page als zijn vrouw.
Uiteindelijk werd de film pas in 1980 uitgegeven met een nieuwe soundtrack, geschreven door de Amerikaanse muzikant Bobby Beausoleil.
Op 20 maart 2012 bracht Page een geremasterde versie van de originele opnamen uit onder de titel Lucifer Rising and other sound tracks.
Tijdens een interview in december 2012 met Rolling Stone zei Page: "... er kwam een verzoek, om Lucifer Rising opnieuw uit te brengen met mijn muziek. Ik heb het genegeerd."

## Discografie

### Jimmy Page als sessiemuzikant
Page speelde als sessiemuzikant vanaf 1963 op nummers van diverse artiesten. De bekendste zijn:
| Artiest                          | Nummer                             | Jaar |
| -------------------------------- | ---------------------------------- | ---- |
| Neil Christian and the Crusaders | A Little Bit of Something Else     | 1963 |
| Chris Ravel and the Ravers       | I Do                               | 1963 |
| Rod Stewart                      | Good Morning Little Schoolgirl     | 1964 |
| Them                             | Here comes the night               | 1964 |
| Petula Clark                     | Downtown                           | 1964 |
| Marianne Faithfull               | As tears go by                     | 1964 |
| The Who                          | I Can't Explain                    | 1964 |
| The Rolling Stones               | Heart of Stone                     | 1964 |
| Tom Jones                        | It's Not Unusual                   | 1965 |
| Jackie DeShannon                 | What the World Needs Now Is Love   | 1965 |
| Dave Berry                       | This strange effect                | 1965 |
| Crispian St. Peters              | The Pied Piper                     | 1966 |
| Jeff Beck                        | (Beck's) Bolero                    | 1967 |
| Joe Cocker                       | With a Little Help from My Friends | 1969 |

### Single
| Single                           | Jaar |
| -------------------------------- | ---- |
| She Just Satisfies / Keep Moving | 1965 |

### Discografie The Yardbirds met Jimmy Page
| Artiest       | Album          | Jaar                                                            |
| ------------- | -------------- | --------------------------------------------------------------- |
| The Yardbirds | Little Games   | 1967                                                            |
| The Yardbirds | Live Yardbirds | 1971 (Opgenomen op 30 maart 1968, Anderson Theatre in New York) |

### Discografie Led Zeppelin met Jimmy Page
Led Zeppelin met Jimmy Page

### Studioalbums
| Artiest                     | Album                          | Jaar |
| --------------------------- | ------------------------------ | ---- |
| Roy Harper & Jimmy Page     | (Whatever Happened to) Jugula? | 1985 |
| The Firm                    | The Firm                       | 1985 |
| The Firm                    | Mean Business                  | 1986 |
| Jimmy Page                  | Outrider                       | 1988 |
| David Coverdale, Jimmy Page | Coverdale/Page                 | 1993 |
| Page and Plant              | Walking into Clarksdale        | 1998 |

### Livealbums
| Artiest                         | Album             | Jaar |
| ------------------------------- | ----------------- | ---- |
| Page and Plant                  | No Quarter        | 1994 |
| Jimmy Page and The Black Crowes | Live at the Greek | 2000 |

### Soundtracks
| Artiest                        | Album                                 | Jaar |
| ------------------------------ | ------------------------------------- | ---- |
| Jimmy Page                     | Death Wish II                         | 1982 |
| Jimmy Page                     | Death Wish 3                          | 1985 |
| John Paul Jones and Jimmy Page | Scream for Help                       | 1985 |
| Jimmy Page                     | Lucifer Rising and Other Sound Tracks | 2012 |

### Ep
| Artiest           | Album                         | Jaar |
| ----------------- | ----------------------------- | ---- |
| The Honeydrippers | The Honeydrippers: Volume One | 1984 |

## Boeken
| Titel                                                              | Auteur                    | Jaar | Uitgeverij                              |
| ------------------------------------------------------------------ | ------------------------- | ---- | --------------------------------------- |
| Jimmy Page: Tangents Within a Framework                            | Howard Mylett             | 1983 | Omnibus Press, Londen                   |
| The Romantic Phenomenon of Jimmy Page                              | Juliann White             | 1999 | Minerva                                 |
| Jimmy Page Past Presence                                           | Juliann White             | 2002 | Xlibris Corporation, Bloomington        |
| Fallen Angel: The Untold Story of Jimmy Page and Led Zeppelin      | Thomas W. Friend          | 2003 | Gabriel Publications Incorporated       |
| Jimmy Page: Magus, Musician, Man : an Unauthorized Biography       | George Case               | 2007 | Hal Leonard LLC, Milwaukee              |
| Jimmy Page by Jimmy Page                                           | Jimmy Page                | 2010 | Genesis Publications Limited, Guildford |
| Light and Shade: Conversations with Jimmy Page                     | Brad Tolinski, Jimmy Page | 2012 | Crown                                   |
| No Quarter: The Three Lives of Jimmy Page                          | Martin Power              | 2016 | Omnibus Press, Londen                   |
| The Led Zeppelin Curse: Jimmy Page and the Haunted Boleskine House | Lance Gilbert             | 2017 | Lance Gilbert                           |
| Jimmy Page: The Definitive Biography                               | Chris Salewicz            | 2018 | HarperCollins, Londen                   |
| Jimmy Page: The Anthology                                          | Jimmy Page                | 2020 | Genesis Publications Limited, Guildford |